# L'ultimo guerriero (Rats)
L'ultimo guerriero è un EP dei Rats, pubblicato nel 1986.

## Tracce
Lato A
1. L'ultimo guerriero - 3:53
2. Giovani forme - 3:14

Lato B
1. Tudor - 3:52
2. Notte di mostri - 2:54

## Formazione
- Wilko - voce, chitarre
- Frenz - basso, cori
- Leo - batteria, cori